# 유표 (신향후)
유표(劉豹, ? ~ 기원전 66년)는 전한 후기의 제후로, 청하강왕의 아들이다.

## 행적
본시 4년(기원전 70년), 신향후(新鄕侯)에 봉해졌다. 4년 후 죽었고, 작위는 아들 유보가가 이었다.

## 출전
- 반고, 《한서》 권15하 왕자후표 下

| 선대 (첫 봉건) | 전한의 신향후 기원전 70년 ~ 기원전 66년 | 후대 아들 신향희후 유보가 |